# 죽음과 매장
《죽음과 매장》(영어: Dead & Buried)은 미국에서 제작된 게리 셔먼 감독의 1981년 미스터리 공포 영화이다. 제임스 패런티노 등이 출연하였고, 로널드 슈셋 등이 제작에 참여하였다.

## 출연진
- 제임스 패런티노
- 멜로디 앤더슨
- 잭 앨버트슨
- 데니스 레드필드
- 낸시 로크
- 리사 블런트
- 로버트 잉글런드
- 빌 퀸
- 마이클 커리
- 크리스토퍼 올포트
- 조지프 G. 메달리스
- 메이컨 매캘먼
- 리사 마리
- 에스텔 오먼스
- 배리 코빈
- 마이클 퍼타키
- 글렌 모샤워

## 기타 제작진
- 협력 제작: 마이클 I. 래크밀
- 배역: 린다 프랜시스